# Boholhavet

Karta över Boholhavet.

Boholhavet eller Mindanaohavet är ett hav som ligger mellan Visayaöarna och Mindanao i Filippinerna. Det ligger söder om Bohol och Leyte samt norr om Mindanao. De största öarna är Siquijor och Camiguin. Större städer vid havet är Cagayan de Oro City, Iligan City, Butuan City, Dumaguete, Ozamis City och Tagbilaran City.
Boholhavet förbinds med Filippinska sjön genom Surigaosundet, med Camotes hav genom Canigaokanalen och Cebusundet samt med Sulusjön genom sundet mellan Negros och Zamboangahalvön.